# سامي وايت
سامي وايت (بالإنجليزية: Sammy White)‏ هو ممثل أمريكي، ولد في 28 مايو 1894 ببروفيدنس في الولايات المتحدة، وتوفي في 3 مارس 1960 في الولايات المتحدة.

## أعمال

### أفلام
- (1952) السيء والجميلة
- (1957) امرأة التصميمات

## وصلات خارجية
- سامي وايت على موقع IMDb (الإنجليزية)
- سامي وايت على موقع ألو سيني (الفرنسية)
- سامي وايت على موقع أول موفي (الإنجليزية)
- سامي وايت على موقع قاعدة بيانات برودواي على الإنترنت (الإنجليزية)
- سامي وايت على موقع قاعدة بيانات برودواي على الإنترنت (الإنجليزية)
- سامي وايت على موقع قاعدة بيانات الأفلام السويدية (السويدية)
- سامي وايت على موقع قاعدة بيانات الفيلم (الإنجليزية)
- سامي وايت على موقع كينوبويسك (الروسية)